# Michaił Biriukow (hokeista)
Michaił Olegowicz Biriukow (ros. Михаил Олегович Бирюков; ur. 13 października 1985 w Jarosławiu) – rosyjski hokeista, reprezentant Rosji, trener.

## Kariera zawodnicza
- Łokomotiw 2 Jarosław (2001–2004)
- HK Dmitrow (2004–2005)
- Kapitan Skupino (2005–2006)
- Mołot-Prikamje Perm (2006–2007)
- HK MWD Bałaszycha (2007–2008)
- Dinamo Moskwa (2008–2010)
- Jugra Chanty-Mansyjsk (2010–2014)
- CSKA Moskwa (2014)
- Jugra Chanty-Mansyjsk (2014)
- Torpedo Niżny Nowogród (2014–2016)
- Mietałłurg Nowokuźnieck (2016)
- Torpedo Niżny Nowogród (2016–2017)
- Witiaź Podolsk (2017)

Wychowanek Łokomotiwu Jarosław. Od lipca 2010 zawodnik Jugry Chanty-Mansyjsk. W lipcu 2012 przedłużył kontrakt z klubem. Od połowy stycznia 2014 zawodnik CSKA Moskwa. Od maja 2014 ponownie zawodnik Jugry. Od grudnia 2014 zawodnik Torpedo Niżny Nowogród (wraz z nim Aleksiej Piepielajew, w toku wymiany za Gieorgija Giełaszwiliego i Pawła Walentienko). Od maja 2016 zawodnik Mietałłurga Nowokuźnieck. Od grudnia 2016 do kwietnia 2017 ponownie zawodnik Torpedo. Od maja do listopada 2017 zawodnik Witiazia Podolsk.
Uczestniczył w turniejach mistrzostw świata w 2008, 2012.

## Kariera trenerska
Był trenerem bramkarzy Buranu Woroneż od sezonu 2018/2019, potem głównym trenerem od października 2019 do maja 2020 główny trener Buranu Woroneż, ponownie od listopada 2020 i od marca 2021. Odszedł ze stanowiska we wrześniu 2022.

## Sukcesy
Reprezentacyjne
- Złoty medal mistrzostw świata: 2008, 2012

Klubowe
- Srebrny medal mistrzostw Rosji: 2009 z Dinamo Moskwa
- Puchar Spenglera: 2008 z Dinamem Moskwa

Indywidualne
- KHL (2010/2011):
  - Najlepszy bramkarz miesiąca – październik 2010
  - Mecz Gwiazd KHL
- KHL (2011/2012):
  - Mecz Gwiazd KHL
  - Trzecie miejsce w klasyfikacji skuteczności interwencji w sezonie zasadniczym: 93,0%
  - Trzecie miejsce w klasyfikacji meczów bez straty gola w sezonie zasadniczym: 6
- KHL (2016/2017):
  - Pierwsze miejsce w klasyfikacji skuteczności interwencji w fazie play-off: 94,8%
  - Drugie miejsce w klasyfikacji średniej goli straconych na mecz w fazie play-off: 1,69

Wyróżnienie
- Zasłużony Mistrz Sportu Rosji w hokeju na lodzie: 2009